# Luis Villacreses
Luis Villacreses Colmont (Portoviejo, 7 de mayo de 1928 - Portoviejo, 11 de julio de 2018) fue un médico cirujano y político ecuatoriano.

## Biografía
Sus estudios primarios los realizó en la escuela Tiburcio Macias y los secundarios en el colegio Nacional Olmedo. Fue campeón de baloncesto de la Provincia de Manabí. Obtuvo el título de médico cirujano en la Universidad de Guayaquil en 1957. Luego participó en múltiples congresos de cirugía especializada a nivel internacional. Fue parte del International College of Surgeons. Creó la técnica para reparar hernia de ombligo en cesárea, presentada en la Universidad Johns Hopkins en 1979. Laboró en el hospital Verdi Cevallos Balda, donde llegó a ser director en la Asistencia Social de Manabí.
Fue Gobernador de Manabí en 1962. Presidente de Liga Deportiva Cantonal de Portoviejo, cargo desde el que inició la construcción del Estadio Reales Tamarindos. Alcalde por elección popular de su localidad natal (1967-1970) cuando promulgó la creación del Himno de Portoviejo. Diputado Provincial de la Républica en dos ocasiones (1990-1992 / 1998-2003) , y Diputado Nacional del Ecuador (1996-1998) del Congreso Nacional del Ecuador. Como diputado logró la Ley para el Trasvase de Agua Río Daule a la Represa Poza Honda; Ley para Rentas Propias de la  Sociedad de Lucha Contra el Cáncer (SOLCA) de Manabí. Presentó el Proyecto de Ley para crear las Autonomías Provinciales, aprobada en primer debate. Presentó y logró aprobación de la Ley de Creación del ferrocarril de carga Manta (Ecuador) - Manaus (Brasil) en 1999. Fue designado el Mejor Diputado Manabita en 1991 con el "Tamarindo de Oro"; Medalla de Oro y Pergamino de SOLCA en 1992, entre otros importantes reconocimientos obtenidos por su desempeñó en cargos públicos, actividades deportivas y vida profesional.
Se casó en la ciudad de Portoviejo con Fressia Poggi. Del enlace nacieron tres hijos: Fressia, Luigi, y Carlo Villacreses Poggi.